# In glanzende wijzers
In glanzende wijzers is een hoorspel van Adriaan Venema. De NCRV zond het uit op zondag 17 februari 1974, van 22:05 uur tot 22:30 uur. De regisseur was Ab van Eyk.

## Rolbezetting
- Bob Verstraete (verteller)
- Tonny Foletta (kroegbaas)
- Johan te Slaa (oude man)
- Cees van Ooyen (klant)
- Truus Dekker (hospita)
- Jan Wegter (de ander)
- Willy Ruys (stem)
- Hein Boele (jonge man)
- Joke Reitsma-Hagelen (jonge vrouw)

## Inhoud
Een oude man, die zich na zijn pensioen nog nuttig wil maken, wordt nachtwaker op een scheepswerf. Hij is eenzaam en heeft met weinig mensen contact. Op een avond gaat hij, op weg naar de werf, even langs een kroeg. Hij drinkt net iets te veel en voelt zich beroerd. Met een vreemd gevoel in zijn hoofd lost hij z’n makker die avond af. Er ligt een koelschip op de werf, dat in opdracht van de Sovjet-Unie gebouwd is. Zijn collega vertelt hem dat hij elke twee uur een ronde over het schip moet maken en dat hij direct moet bellen als er iets mis is. Na een paar uur ontdekt hij een lichtschijnsel op het schip. Hij wil bellen, maar is bang dat men hem voor laf aanziet, omdat hij niet zelf poolshoogte is gaan nemen. Na lang aarzelen klimt hij langs de touwladder omhoog. In de kajuit vindt hij een jongen en ook een meisje, dat in een ouderwets spiraalbed ligt. “U moet dit schip onmiddellijk verlaten,” zegt hij. Maar de jongen wint de nachtwaker voor hun zaak. Die gaat zelfs met een pistool op het dek zitten om de wacht over hen te houden. Plots hoort hij dat er iemand bij de touwladder omhoog klimt…